# Expediciones Libertadoras de la Banda Oriental
Se conoce como Expedición Libertadora de la Banda Oriental a cada una de las dos campañas militares (1811 y 1812-1814) emprendidas por las Provincias Unidas del Río de la Plata para liberar del dominio realista español a la Banda Oriental. 
Ese territorio, ubicado al este del río Uruguay y sobre el estuario del Río de la Plata, tenía gran importancia estratégica para los patriotas por su cercanía a Buenos Aires y por ser base de una importante flota realista. Para estos últimos, en tanto, la posesión de la Banda Oriental era vital para asfixiar el movimiento revolucionario e impedir que se propagara desde Buenos Aires hacia el interior del Virreinato del Río de la Plata. Pero también tenían intereses en juego las autoridades portuguesas instaladas en el Brasil, que esperaban constantemente una ocasión para adueñarse del territorio y volver a instalarse en el Río de la Plata.
Las milicias orientales al mando de su jefe José Artigas, participaron de las campañas, pero los conflictos de este con los jefes nacionales llevaron a una ruptura que devino en guerra.

## Antecedentes

### La Banda Oriental ante la Revolución de Mayo
En 1810, en la Banda Oriental se encontraba la Gobernación de Montevideo, que comprendía parte de los territorios situados al este del río Uruguay con un radio aproximado de 70 km alrededor de la ciudad de Montevideo y formaba parte del Virreinato del Río de la Plata bajo la dependencia de la Intendencia de Buenos Aires. 
El resto de la Banda Oriental era jurisdicción directa de Buenos Aires y hacia el norte se encontraba la Gobernación de las Misiones Guaraníes, que en parte se hallaba ocupada por Portugal desde 1801. España y Portugal habían tenido numerosos roces diplomáticos y militares a raíz de la posesión de regiones cercanas al Río de la Plata, y por esa razón los españoles mantenían una fuerte guarnición en Montevideo, ciudad amurallada y apostadero de la flota real en el océano Atlántico.
El 25 de mayo de 1810 se produjo en Buenos Aires la Revolución de Mayo que depuso al virrey Baltasar Hidalgo de Cisneros y formó una Junta Provisoria de Gobierno, conocida posteriormente como la Primera Junta, que debía regir los destinos del virreinato en tanto España pudiera liberarse de la invasión de Napoleón y el monarca español Fernando VII pudiera recuperar su trono.

### La situación en Montevideo
El Cabildo de Montevideo recibió, el 31 de mayo de 1810, un mensaje de la Primera Junta conducido por el teniente Martín Galain, que lo invitaba a enviar un diputado a Buenos Aires en representación de los orientales. Era la misma invitación que se había hecho a todas las ciudades del Virreinato del Río Plata y buscaba formar un gobierno en el que estuvieran representados todos los pueblos que conformaban dicho virreinato.
Al día siguiente se reunió un cabildo abierto en Montevideo y después de algunas deliberaciones se acordó reconocer la autoridad de la Junta de Buenos Aires, aunque se aplazaba el envío del diputado requerido. 
Para los revolucionarios era una solución satisfactoria pero luego llegaron a Montevideo noticias de que en Cádiz se había establecido el Consejo de Regencia de España e Indias que gobernaría el Reino hasta la liberación del monarca cautivo, Fernando VII. Dicho Consejo de Regencia requería la fidelidad de todas las colonias, y el Cabildo de Montevideo resolvió acatar su autoridad y desconocer a la Junta de Buenos Aires hasta tanto esta no reconociera al Consejo de Regencia. 
Los revolucionarios enviaron a Montevideo al secretario de la Primera Junta, Juan José Paso, pero sus gestiones fueron inútiles. En consecuencia la Junta de Buenos Aires declaró la apertura de hostilidades contra los realistas de Montevideo; el Cabildo de esta ciudad, a su vez, rompió relaciones con Buenos Aires el 15 de junio y el comandante general de Marina del Apostadero del Río de la Plata, José María Salazar, declaró el bloqueo naval contra Buenos Aires.

### La situación en la Colonia del Sacramento
La Primera Junta también envió una nota el 27 de mayo de 1810, a la Colonia del Sacramento. En respuesta a la misma, el 5 de junio, veinte vecinos de distinción de los doscientos que poblaban la colonia, convencidos de la legalidad con que el movimiento juntista de Buenos Aires había reemplazado al virrey Cisneros, firmaron un documento por el que recocían la autoridad de la Primera Junta.
En un oficio del 23 de junio, el gobernador interino de Montevideo, Joaquín de Soria, invitó al comandante Ramón del Pino y Rozas a no reconocer a la Junta Provisoria. Del Pino se negó e informó inmediatamente a Buenos Aires enviando el oficio de Soria. 
Sin embargo, esta actitud cambió cuando del Pino fue informado de que la renuncia de Cisneros había sido por extorsión. En su oficio dirigido a la Junta Provisoria del 19 de julio manifestó su “mayor sorpresa” ante estos hechos “violentos” que lo obligaban, como vasallo fiel y subordinado militar, a separarse de una “dependencia indebida”. El día anterior, el gobernador Soria había ordenado a Michelena reunir tropas y dirigirse a la Colonia del Sacramento. 
A su vez, el 20 de julio, la Junta Provisoria resolvió enviar al teniente coronel Felipe Santiago Cardoso con unos 200 soldados del cuerpo de Patricios al mando del capitán Eustoquio Díaz Vélez. Cardoso debía sustituir a del Pino y tomar la guarnición. Al día siguiente, la expedición desembarcó sin obstáculo alguno. Cardoso ingresó solo a la comandancia y entregó los pliegos que llevaba. Del Pino, luego de entretener a su visitante lo invitó a un suculento almuerzo. Mientras almorzaban salió de la comandancia y alertó a sus soldados que impidieran la entrada a terceros y salió del pueblo al galope. Hubo entonces algunos disparos que terminaron con la huida de los milicianos de Del Pino. Díaz Vélez capturó a los que quedaron, los desarmó, “clavó” los cañones y tomó prisionero al segundo comandante de la plaza, Guerrero Serón. Toda la fuerza expedicionaria se embarcó de vuelta hacia Buenos Aires. Tres días después, ingresaron a la villa las fuerzas de Michelena.

### Las nuevas autoridades españolas
En octubre de ese año llegó a Montevideo el general Gaspar de Vigodet, el cual se hizo cargo del gobierno de Montevideo y la puso en pie de guerra. En tanto, otras ciudades del virreinato, como San Juan, Córdoba, Tucumán y Santiago del Estero, reconocieron a la Junta de Buenos Aires y enviaron sus diputados. El triunfo de las tropas revolucionarias en la batalla de Suipacha (región del Alto Perú) dio confianza a los miembros de la Junta, y en diciembre se formó la Junta Grande en la que entraban los diputados de las ciudades del interior. Ese mismo mes el segundo ejército patriota, comandado por Manuel Belgrano, expedicionó hacia la Intendencia del Paraguay para derrocar el gobernador intendente Velazco que se mantenía realista.
En enero de 1811 llegó a Montevideo Francisco Javier de Elío, designado virrey del Río de la Plata. Este, tras recibir el rechazo a su autoridad, declaró a Buenos Aires ciudad rebelde y estableció la nueva capital del virreinato en Montevideo.

## Primera Campaña en la Banda Oriental

### El control de los ríos interiores
Las primeras acciones de guerra corrieron por cuenta de la flota realista de Montevideo. Precisamente esta base naval permitía a los realistas dominar el Río de la Plata y los ríos interiores, como así también la costa bonaerense más al sur. En tanto Montevideo no fuera ocupada, la revolución no estaría asegurada ni en Buenos Aires ni en las provincias de la Mesopotamia. 
Cuando la Intendencia del Paraguay juró fidelidad al Consejo de Regencia, la Junta de Buenos Aires replicó ordenando la prohibición de las comunicaciones fluviales entre Asunción y Montevideo (agosto de 1810). Sin embargo, salvo vigilar las costas, nada podían hacer los revolucionarios sin una flota que oponer.
Vigodet se dispuso a controlar los ríos y cortar las comunicaciones del ejército revolucionario que avanzaba contra la Intendencia de Paraguay a través de la Mesopotamia. Una flotilla comandada por el capitán de navío Juan Ángel de Michelena desembarcó tropas en Concepción del Uruguay (antes conocida como Arroyo de la China) y la ocupó el 6 de noviembre, retirándose sin lucha las escasas fuerzas revolucionarias enviadas por Belgrano para asegurar sus comunicaciones con Buenos Aires. Instalada esta base de operaciones, fueron recuperadas en noviembre para la causa del rey las villas de Gualeguaychú y Gualeguay. Los realistas encaminaron sus esfuerzos a la toma del pueblo de Nogoyá y al de La Bajada (hoy ciudad de Paraná) (esta última sobre el río Paraná), pero encontraron resistencia de partidas irregulares formadas por pobladores locales, que lograron paralizar estos planes. Tras una serie de escaramuzas, los realistas evacuaron sus posiciones en la margen occidental del río Uruguay, y los revolucionarios quedaron dueños de la región en marzo de 1811. Sin embargo, la primera flotilla naval patriota, que se dirigía río arriba llevando refuerzos al ejército de Belgrano, fue destruida por los barcos realistas en el combate naval de San Nicolás (2 de marzo de 1811). De este modo el control de los ríos interiores siguió siendo de los realistas, pero no así las costas, que continuaron en manos de los revolucionarios.

### Conformación del ejército patriota
El 21 de marzo de 1811 Belgrano dio un estado detallado de sus fuerzas en Candelaria:
| Cuerpos                                       | Comandante | Capitán | Teniente | Subteniente | Tambor | Sargentos | Cabos | Soldados |
| --------------------------------------------- | ---------- | ------- | -------- | ----------- | ------ | --------- | ----- | -------- |
| Real Cuerpo de Artillería                     | 1          | 3       | 2        | 2           | 0      | 3         | 5     | 70 (*1). |
| Granaderos de Fernando VII                    | 0          | 1       | 0        | 0           | 0      | 0         | 0     | 46       |
| Compañía 1.º de Patricios                     | 0          | 1       | 1        | 0           | 1      | 1         | 8     | 41       |
| Compañía 2.º de Patricios                     | 0          | 0       | 0        | 0           | 0      | 1         | 3     | 32       |
| Arribeños                                     | 0          | 1       | 1        | 1           | 1      | 3         | 6     | 49       |
| Pardos                                        | 0          | 1       | 1        | 0           | 0      | 0         | 3     | 33       |
| Comp. de Yapeyú (1.º, 2.º, 3.º y 4.º).        | 0          | 3       | 3        | 4           | 2      | 10        | 15    | 141      |
| Infantería de Corrientes                      | 0          | 0       | 1        | 1           | 1      | 2         | 4     | 50       |
| Caballería de la Patria                       | 0          | 1       | 3        | 5           | 2      | 7         | 8     | 188      |
| Comp. de Caballería de San José               | 0          | 1       | 1        | 1           | 0      | 2         | 2     | 66       |
| Caball. de Corrientes (Comp. 2.º, 3.º y 5.º). | 0          | 3       | 3        | 3           | 2      | 8         | 10    | 233      |
| Milicias de la Bajada                         | 0          | 1       | 2        | 2           | 0      | 5         | 12    | 185      |
| TOTAL                                         | 1          | 16      | 18       | 19          | 9      | 42        | 76    | 1134     |

Notas:
- (*1) el piquete original de artilleros fue aumentado con soldados de caballería desmontados y soldados nuevos alistados en Corrientes.

En Candelaria Belgrano agregó a los 2 cañones de a 2 y 4 cañones de a 4 con que hizo la campaña, un cañón de a 3 de las fuerzas de Corrientes y los de la división de Rocamora: 2 cañones de a 4, 1 de a 2 y 4 de a 1.
La ayuda enviada salió de Buenos Aires el 12 de febrero de 1812 llegando ya demasiado tarde a Santa Fe. Francisco Ramírez —posiblemente homónimo y no el luego supremo entrerriano Francisco Ramírez— transportó cartuchos para cañones y fusiles, 400 recados y útiles de parque, para ser remitidos a Belgrano.
Sin los refuerzos pedidos y con la orden emitida por la junta el 7 de marzo de abandonar el teatro paraguayo y pasar a la Banda Oriental (que recibió después de la acción de Tacuarí), Belgrano avanzó hacia el sur por la costa occidental del río Uruguay, pasando por Yapeyú, Mandisoví y San Antonio del Salto Chico.
Belgrano llegó a Concepción del Uruguay el 9 de abril y luego ingresó en la Banda Oriental el 13 de abril de 1811 por el Paso Vera, donde debía coordinar acciones con José Gervasio Artigas, iniciando la primera de las dos Expediciones Libertadoras a la Banda Oriental. La Junta le envió a Entre Ríos como refuerzo 441 hombres al mando de Martín Galain y 426 hombres al mando de José Moldes.
Mientras estaba en marcha, el 4 de abril de 1811 Belgrano recibió un oficio de la Junta expresándole:

La marcha de las tropas á toda costa debe acelerarse por el interes que V. E. concibe en la reunion con los pueblos amigos de la Banda Oriental, que sin órden ni disciplina se juntan tumultuosamente, lo que podria seguramente engendrar desórdenes, acaso dificiles de reparar, sino se pone eficaz y pronto remedio.

El ejército se organizó en 4 divisiones, además de la vanguardia y la reserva, instalando su cuartel general en Mercedes:
- Vanguardia: al mando del coronel Benito Martínez con 1.880 hombres de los regimientos de infantería N° 1 y 2, de caballería de los Dragones de la Patria y milicianos orientales.
- Primera División: al mando del capitán José de Melián con 580 hombres del Regimiento N° 3 de Infantería, Granaderos de Buenos Aires, Infantes de Corrientes, Dragones y Cívicos de Soriano.
- Segunda División: al mando del teniente coronel Agustín Sosa con 450 hombres del Regimiento N° 6 de Infantería de Pardos y Morenos.
- Tercera División: al mando del teniente coronel Venancio Benavídez con 984 hombres de la caballería provincial.
- Cuarta División: al mando del teniente coronel José Artigas con 1.300 hombres de caballería.
- Reserva: al mando del capitán Rafael Hortiguera con 602 hombres de 2 compañías del Regimiento N° 3 de Infantería, 3 compañías de milicianos correntinos, una compañía de milicianos de Yapeyú y una compañía de Dragones.

### Sublevación de la campaña[7]
Los realistas eran fuertes en Montevideo, pero en las zonas rurales de la Banda Oriental se afianzaban las ideas revolucionarias. Tras fracasar un movimiento patriota en Montevideo, la acción se trasladó a la campaña. José Gervasio Artigas, oriental y capitán de Blandengues en el Ejército del Rey, desertó de su puesto en la guarnición de Colonia del Sacramento y pasó a Buenos Aires, donde ofreció sus servicios a la Junta. Esta le encargó la dirección del levantamiento contra los realistas.
El 28 de febrero a orillas del arroyo Asencio, el comandante Ramón Fernández se levantó en armas contra la autoridad de Elío y fue secundado por estancieros y gauchos locales. Este hecho se conoce como "Grito de Asencio" y dio inicio a una serie de escaramuzas entre partidas de irregulares y fuerzas leales al Rey de España.
La Junta de Buenos Aires dispuso auxiliar a los patriotas de la Banda Oriental, con el fin de extender la revolución. Además, la neutralización de Montevideo, puerto de la flota española en el Atlántico, era un objetivo militar de primer orden. Por ese puerto podrían llegar tropas desde España para sofocar la Revolución en el virreinato, de modo que el nuevo gobierno patriota se propuso conquistarlo. A tal fin, y finalizada con un armisticio la lucha en la Intendencia de Paraguay, la Junta Grande decidió enviar a la Banda Oriental a las tropas que volvían de aquel teatro de operaciones. El 7 de marzo Manuel Belgrano fue nombrado comandante de las fuerzas militares en la Banda Oriental.

### Triunfos patriotas
El 4 de abril Miguel Estanislao Soler obtuvo el triunfo en el Combate de Soriano sobre las fuerzas de Michelena. Artigas desembarcó en suelo oriental el 9 de abril de 1811 al frente de tropas de Buenos Aires y fue reconocido como jefe por los patriotas locales. Las escaramuzas entre fuerzas realistas y partidas patriotas continuaron, mientras Artigas insurreccionaba los pueblos de la campaña. La principal resistencia en esa fase de avance fue la del pueblo de San José de Mayo, que fue vencida en el combate de San José, del día 25 de abril.
Elío envió un regimiento a órdenes del capitán José Posadas para restablecer su autoridad, pero Artigas le salió al paso y lo derrotó en la Batalla de Las Piedras (18 de mayo). Después de esta acción, los realistas solo pudieron controlar Montevideo y Colonia. Ambas ciudades fueron puestas bajo sitio el 21 y 26 de mayo, respectivamente. A comienzos de junio los realistas evacuaron Colonia, la cual fue ocupada por los revolucionarios.

### Primer Sitio de Montevideo
Artigas puso sitio a Montevideo con el auxilio de los gauchos orientales y las fuerzas enviadas por Buenos Aires. Aunque Manuel Belgrano había sido llamado a Buenos Aires a rendir cuentas de su fracaso militar en la Campaña al Paraguay, otro militar de prestigio se había hecho cargo del mando militar: el teniente coronel José Rondeau. 
Solo las murallas de la ciudad y los cañones de la flota anclada en el puerto impidieron una rápida caída de la ciudad, pero su situación era comprometida. El virrey Elío vio como única salida el auxilio de las tropas portuguesas del Brasil y fue así que solicitó su concurso para derrotar a los revolucionarios. Portugal siempre había disputado a España el territorio de la Banda Oriental y esta ocasión no la dejó pasar; en consecuencia el 17 de julio cruzó la frontera un ejército de 3.000 soldados portugueses bien pertrechados de artillería y comandados por el gobernador del territorio brasilero de Río Grande del Sur, Diego de Souza. Esta poderosa fuerza se abrió paso rumbo a Montevideo, entablando numerosos combates contra las milicias orientales.
La situación se complicó para los patriotas, que no podían luchar contra las fuerzas combinadas de Elío y los portugueses. Por otro lado, además de las fuerzas que operaban en la Banda Oriental, la Junta Grande solo contaba con otro ejército, el Ejército del Norte, que se encontraba en el Alto Perú. Este ejército fue derrotado por fuerzas realistas del Virreinato del Perú el 20 de junio en la batalla de Huaqui e inició una caótica retirada. Siendo que se necesitaban tropas en el Norte, y que no había posibilidades de un triunfo militar en la Banda Oriental, el gobierno revolucionario decidió contemporizar.

### Retirada patriota y Éxodo oriental
En Buenos Aires la Junta Grande cedió su puesto a un Triunvirato. Este nuevo poder ejecutivo buscó una salida práctica a la situación en la Banda Oriental y fue así que el 20 de octubre de 1811 un enviado del Primer Triunvirato firmó un armisticio con el virrey Elío, el cual establecía:
- el reconocimiento de la soberanía de Fernando VII por todas las partes involucradas en la lucha.
- el reconocimiento tácito de la autoridad de Elío como virrey del Río de la Plata sobre Montevideo.
- cese mutuo de hostilidades y levantamiento del bloqueo naval sobre Buenos Aires.
- retirada de las tropas puestas en campaña por la Junta revolucionaria.
- evacuación de la Banda Oriental por parte de las fuerzas portuguesas.
- entrega a Elío de las villas entrerrianas de Concepción del Uruguay, Gualeguay y Gualeguaychú.

Con este armisticio el Triunvirato logró retirar de manera honrosa sus tropas, salvándolas de la derrota y llevándolas a la Mesopotamia. Pero ocasionó el disgusto de los orientales, que se vieron abandonados en plena lucha y la rebelión de los caudillos populares entrerrianos que impidieron la ocupación de sus villas por los realistas.
Cumpliendo lo pactado, las tropas porteñas evacuaron suelo oriental en diciembre de ese año y regresaron a Buenos Aires, mientras que otras fuerzas cruzaron el río Uruguay, acampando en la Mesopotamia. Artigas y otros caudillos que reconocían la autoridad del Triunvirato también se retiraron, siendo seguidos por gran parte de la población, que no quería quedarse a vivir bajo dominación realista o portuguesa. Estas personas, marchando a pie o en carretas, cruzaron también el río Uruguay y se establecieron en San Antonio del Salto Chico (hoy Concordia (Entre Ríos)) y luego se retiraron a sus cercanías, instalándose en el Campamento del Ayuí. Este dramático hecho se conoce como "Éxodo oriental".

## Segunda Campaña
El armisticio de octubre fue mal visto por todos: 
- Criticado por negociar, Elío fue relevado por la Junta de Cádiz. Gaspar de Vigodet se puso al frente del gobierno realista de la Banda Oriental y reforzó sus posiciones.
- Artigas, desde sus campamentos en el territorio de la actual provincia de Entre Ríos, continuaba sus escaramuzas contra portugueses y realistas.
- Los portugueses, que habían sido llamados y luego despedidos sin pena ni gloria, se negaron a evacuar el territorio oriental y permanecieron allí hasta julio de 1812.
- Aunque el armisticio lo había salvado de una situación comprometida, el gobierno patriota de Buenos Aires no se consideraba totalmente a salvo con Montevideo en manos del enemigo.

Habiéndose estabilizado la situación en el teatro de operaciones del Norte, el Triunvirato pudo atender la situación en la Banda Oriental, y pronto se presentó la oportunidad. Vigodet exigió al Triunvirato acciones contra Artigas, pero al ser rechazada esta pretensión, declaró las hostilidades nuevamente. El Triunvirato apoyó a Artigas pero propuso la retirada de este a cambio de la retirada de los portugueses. Ante la imposibilidad de llegar a un acuerdo, el Triunvirato envió un ultimátum a la corte portuguesa, exigiendo su retirada bajo amenaza de declararle la guerra. La mediación de Gran Bretaña logró que el 26 de mayo de 1812 se firmara un tratado que permitió por fin la evacuación portuguesa de la Banda Oriental.
Eliminados los portugueses de la escena, y creyendo que por eso los realistas no opondrían gran resistencia, el 28 de agosto el Triunvirato dirigió una comunicación a Vigodet y al Cabildo de Montevideo para incorporar la Banda Oriental a la esfera revolucionaria. El 4 de septiembre esta propuesta fue rechazada pidiendo que Buenos Aires jurara la Constitución de Cádiz. Entonces el Triunvirato decidió dar un golpe decisivo: nombró Capitán General de la Provincia Oriental a uno de sus miembros, el porteño Manuel de Sarratea y le proporcionó grandes medios para poner en campaña un nuevo ejército en la Banda Oriental.
Sin embargo, las heridas abiertas a causa del armisticio de octubre del año anterior habían causado una seria diferencia de criterios entre los patriotas orientales y los de Buenos Aires. Como consecuencia de ello, Sarratea y Artigas no pudieron entenderse ni unir fuerzas contra el enemigo común. Esta diferencia marcaría en lo futuro las relaciones entre orientales y porteños y pondría un final inesperado a la campaña.

### El ejército en Salto Chico
Sarratea recibió la orden de dirigirse apresuradamente al Salto Chico del río Uruguay, instalando su campamento a una legua del de Artigas. El ejército de Buenos Aires que se hallaba en el campamento de Artigas había relajado su disciplina, recibiendo Sarratea numerosas quejas de los jefes respecto del comportamiento de Artigas. Sarratea dio la orden de que pasaran a su campamento las fuerzas de Buenos Aires:
- Regimiento de Dragones de Patria, al mando de Rondeau
- Regimiento N° 6 de Pardos y Morenos, al mando de Soler
- Regimiento de Granaderos de Fernando VII, al mando de Terrada
- Regimiento de la Estrella, al mando de French

Disgustados con Artigas, también pasaron al campamento de Sarratea algunas fuerzas orientales:
- Regimiento de Blandengues de Montevideo, 800 soldados al mando de Ventura Vázquez
- Una división de caballería de 800 hombres al mando de Baltazar Vargas
- Una división de infantería de 700 hombres al mando del comandante Viera
- Algunas partidas menores

Quedaron con Artigas:
- División al mando de Manuel Artigas, con 900 hombres
- División al mando de Ojeda, con 400 hombres
- Un piquete de blandengues, con 70 hombres
- Una compañía de Blandengues al mando del capitán Tejera, con 80 hombres

Artigas exigió la devolución de las fuerzas, pero Sarratea no aceptó.

### Segundo sitio de Montevideo

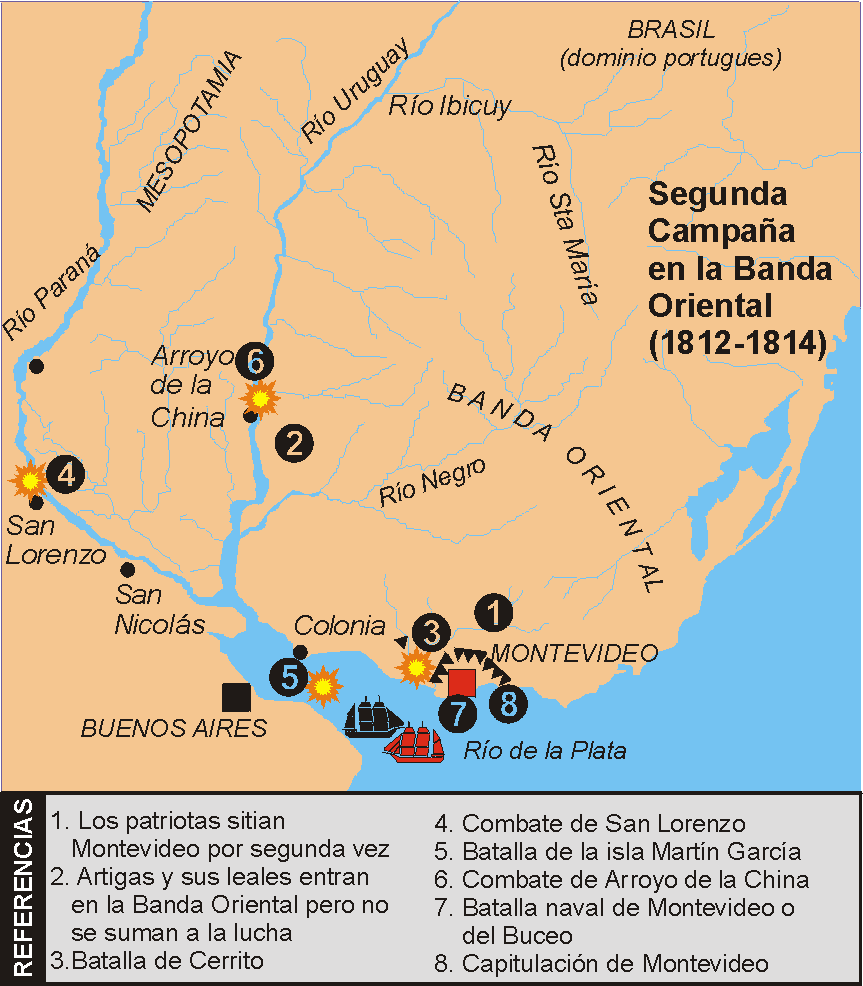

Desde abril de 1812, Sarratea estaba organizando el ejército revolucionario que debía operar en la Banda Oriental, dejó las fuerzas al mando de Soler y de Vázquez en Salto Chico, y se dirigió con el resto del ejército a Concepción del Uruguay, quedando Artigas con sus fuerzas en el Campamento del Ayuí con la mayoría de las milicias orientales, negándose a participar de la campaña. En septiembre, cuando Vigodet rechazó las exigencias del Triunvirato, Sarratea cruzó el río Uruguay y se puso en marcha hacia Montevideo. 
La vanguadia al mando de Rondeau partió de Salto Chico y de Concepción del Uruguay con 2 cañones, conformada por:
- 3 escuadrones de caballería del Regimiento de Dragones de la Patria (500 hombres)
- Regimiento N° 6 de Pardos y Morenos, al mando de Soler (600 hombres)
- Regimiento N° 4, al mando de Vázquez (con 300 hombres)

El 20 de octubre de 1812, el ejército patriota puso sitio por segunda vez a Montevideo, descargando una salva de artillería desde el Cerrito, aunque con fuerzas insuficientes para intentar un ataque decisivo. Artigas y sus tropas entraron en la Banda Oriental, pero acamparon entre los ríos Negro y Uruguay, sin participar en la campaña.
La situación de los realistas era precaria; varios funcionarios españoles (entre ellos Elío y Vigodet) habían enviado informes a España solicitando refuerzos, pero la gran mayoría de las tropas del Rey que se embarcaban hacia América se dirigían al Virreinato de Nueva España, ya que el Río de la Plata tenía menor importancia en la estrategia realista. Sin embargo, gracias a sus murallas y a su flota, Montevideo resistió. Flotillas realistas realizaron incursiones en los ríos interiores, donde no tenían oposición.
El 31 de diciembre de 1812 los sitiados, comandados por Vigodet, realizaron una salida para rechazar a los revolucionarios, atacando el cuartel general del ejército sitiador en el Cerrito. A pesar de lograr éxitos iniciales, fueron rechazados por las tropas que comandaba el general Rondeau. Los realistas tuvieron 246 bajas entre muertos y heridos, siendo 90 las bajas patriotas.
En febrero de 1813, Sarratea delegó el mando de la campaña en Rondeau y regresó a Buenos Aires. Solo entonces, Artigas se unió al sitio de la ciudad con sus tropas, el 26 de ese mes.

### Las operaciones militares durante 1813

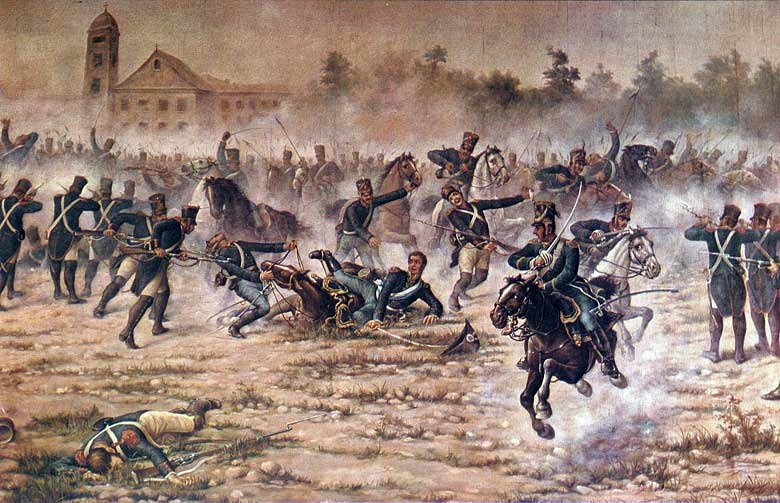
Combate de San Lorenzo (3 de febrero de 1813).

El resto del año 1813 transcurrió con pocas novedades en el teatro de operaciones oriental. El sitio de Montevideo se prolongaba, evidenciando la tenacidad de los defensores y la falta de medios de los atacantes. Además, la acción de la escuadra naval realista contribuía a aliviar las penurias del sitio, y se incrementó notablemente el envío de refuerzos desde la península ibérica (un 37 % de los efectivos enviados tenían como destino Montevideo)
En una de las incursiones de los realistas sobre las costas del Paraná tuvo su bautismo de fuego el Cuerpo de Granaderos a Caballo, nueva fuerza militar creada a petición del Triunvirato por el coronel José de San Martín. Este era un militar nacido en el territorio de las Misiones y que había hecho carrera en España, luchando contra las tropas de Napoleón Bonaparte. En 1812 llegó a las Provincias Unidas del Río de la Plata junto con otros militares americanos que querían servir a la Revolución.

San Martín y sus Granaderos recibieron el encargo de proteger las costas del río Paraná, asediadas por las incursiones de las flotillas realistas que buscaban víveres para Montevideo. El 3 de febrero de 1813 un destacamento realista desembarcó en las cercanías del convento de San Lorenzo, actual Provincia de Santa Fe, y fue rechazado por San Martín. Esta pequeña victoria tuvo sin embargo grandes consecuencias: los granaderos fueron confirmados en su tarea de defensa costera y esto hizo que a partir de allí se complicara el abastecimiento de los realistas sitiados.
Mientras continuaba sin mayores novedades la campaña, Artigas afianzaba su papel como jefe indiscutido de los orientales, lo cual no era del agrado del gobierno revolucionario de Buenos Aires. Este convocó a una asamblea donde debían reunirse los diputados de los territorios soberanos del antiguo Virreinato del Río de la Plata. La llamada Asamblea del Año XIII inició sus sesiones el 31 de enero de ese año y llevó a cabo una gran acción legislativa; pero fue punto de enemistad, por el rechazo de los diputados orientales. Artigas, en abril, reunió un congreso de representantes orientales (Congreso de Peñarol) que eligió diputados a los que Artigas instruyó para que promovieran la declaración de la independencia. La Asamblea del Año XIII, influida por la diplomacia inglesa, no quería aún dar ese paso y se cree que esta diferencia fue la excusa de fondo. A fines de 1813 otros orientales desligados de Artigas eligieron diputados que sí fueron reconocidos por la Asamblea, lo cual ocasionó la definitiva ruptura entre el caudillo oriental y el gobierno patriota.

### Guerra naval

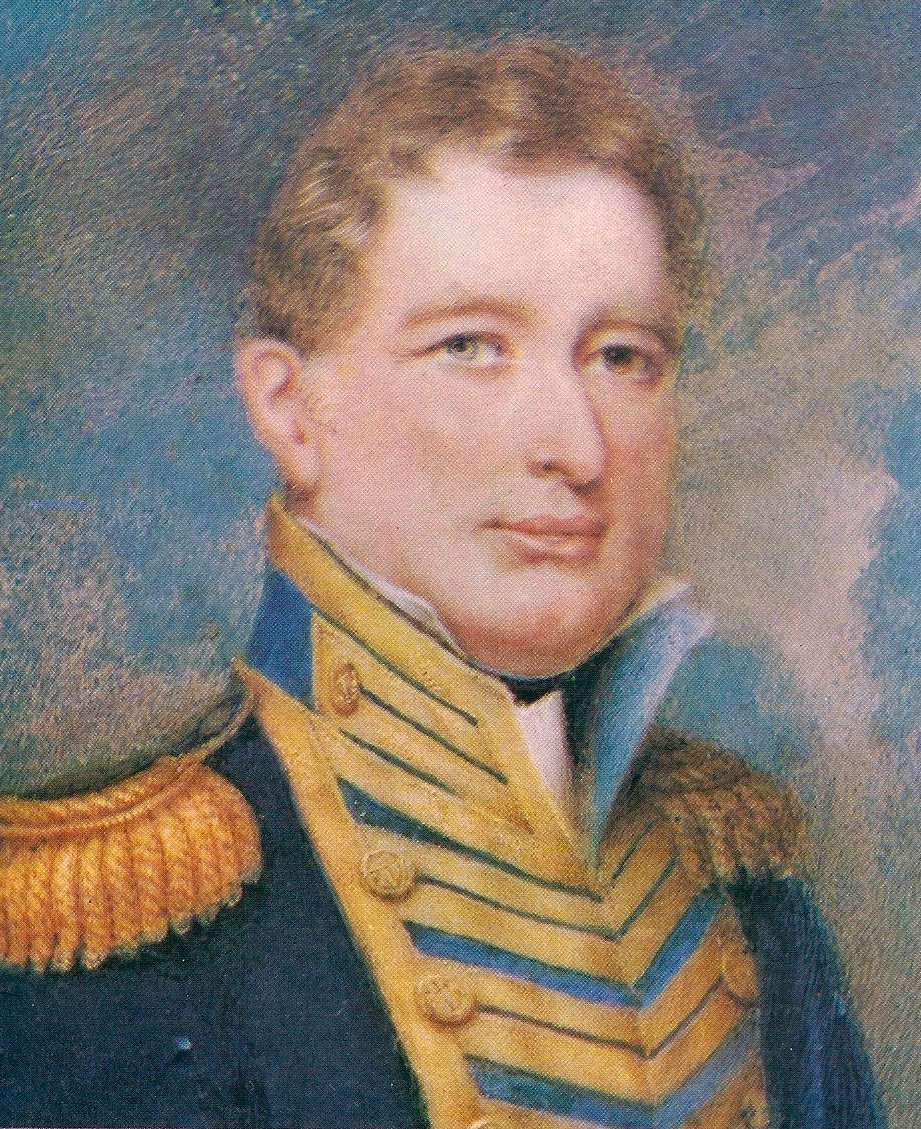
Guillermo Brown, artífice de la supremacía marítima patriota en la campaña contra los Realistas de Montevideo.

El gobierno revolucionario se esforzó por equipar una pequeña flota que disputara a los realistas el control de los ríos interiores y el estuario del Plata. Valiéndose de marinos extranjeros que ofrecieron sus servicios a la causa revolucionaria, y al esforzado entrenamiento de gauchos para convertirlos en hombres de mar, a comienzos de 1814 estuvo lista una pequeña escuadra de 7 navíos, que comandaba el irlandés William Brown (conocido en la Argentina como Guillermo Brown). Este dirigió su flotilla contra la isla Martín García, donde enfrentó a la escuadra del capitán Jacinto Romarate y ocupó la estratégica isla; finalmente, el 15 de marzo los barcos realistas se retiraron remontando el río Uruguay. Brown envió tras ellos cinco barcos comandados por Thomas Nother (nacido en los Estados Unidos), que alcanzaron a los navíos de Romarate en Concepción del Uruguay. El 28 de marzo se libró el combate de Arroyo de la China, siendo rechazados los revolucionarios y muriendo Nother. No obstante, los barcos de Romarate permanecieron en ese fondeadero hasta el final de la guerra.
Brown reacondicionó sus fuerzas y el 20 de abril apareció frente a Montevideo, tomando contacto con las fuerzas sitiadoras de tierra y declarando el bloqueo naval a la ciudad. El 14 de mayo la escuadra principal realista, comandada por Miguel de la Sierra, salió de Montevideo a enfrentar a Brown, entablándose algunas escaramuzas. La batalla principal entre ambas escuadras se libró entre los días 15 y 17 de mayo de 1814 y concluyó con la captura o destrucción de la mayor parte de la escuadra y la retirada de los barcos realistas restantes que buscaron refugio en el puerto de Montevideo. Brown pudo así completar el cerco a la ciudad.

### Caída de Montevideo
Rondeau comandaba 4.000 hombres en el sitio y Vigodet contaba con 5.000 para defender la ciudad. Por esos días nuevamente el teatro de operaciones del Alto Perú causaba preocupaciones al gobierno revolucionario, ya que el Ejército del Norte comandado por Belgrano había sufrido dos severas derrotas en Vilcapugio y Ayohuma, y se replegaba nuevamente, como en 1811. Ante la urgencia, el Triunvirato y la Asamblea del Año XIII crearon un nuevo poder ejecutivo: el Directorio. El 22 de enero de 1814 fue elegido como primer Director Supremo de las Provincias Unidas del Río de la Plata el porteño Gervasio Posadas, quien determinó dar fin a la campaña militar en la Banda Oriental. Casi al mismo tiempo Artigas y sus tropas abandonaban el sitio de Montevideo, disgustados por haber sido rechazados sus diputados.
Posadas declaró a Artigas "traidor a la Patria", levantó nuevas unidades militares y las envió a la Banda Oriental en apoyo de Rondeau. Tras las victorias de Brown el éxito patriota parecía cuestión de tiempo, así que Posadas envió a su sobrino Carlos María de Alvear con 1.500 hombres de refuerzo y la orden de reemplazar a Rondeau al frente del ejército sitiador. El 17 de mayo Alvear tomó el mando y el gobernador Vigodet se vio obligado a entrar en negociaciones, dada su difícil situación. Se llegó a un acuerdo de honor por el cual los realistas podrían retirarse a España con sus barcos y armas, mientras que los patriotas tomarían Montevideo en nombre de Fernando VII, reconocido como soberano por todos. De ese modo el 23 de junio el ejército sitiador tomó Montevideo, pero sin cumplir las condiciones del tratado: en dicha ocasión fueron tomados 7.000 prisioneros, 500 cañones, 9.000 fusiles y 99 embarcaciones.[cita requerida]

## Consecuencias
La caída de Montevideo significó el fin de la amenaza realista sobre el Río de la Plata y por consiguiente el fin de la Campaña Libertadora en la Banda Oriental, que duró, con altibajos, tres años. Sin embargo, en el transcurso de dicha campaña emergieron graves diferencias políticas que enemistaron a Artigas con los gobiernos establecidos en Buenos Aires, hasta que aquel fue declarado traidor a la Patria por Posadas. Este trató de marginar a Artigas del triunfo y quitarle influencia en la región platense; por eso el cargo de gobernador de Montevideo le fue ofrecido a Nicolás Rodríguez Peña (nacido en Buenos Aires), y la ciudad fue reforzada con tropas del gobierno central. 
Artigas pretendía que se le entregara Montevideo, a lo cual Posadas y su gobierno se negaron. En el mismo mes de junio comenzó la lucha entre las fuerzas artiguistas y del gobierno de las Provincias Unidas. Con la decisiva Batalla de Guayabos, al mando del oriental Fructuoso Rivera (10 de enero de 1815), finalmente en febrero de 1815 las tropas directoriales evacuaron Montevideo, al acordarse una precaria paz entre Artigas y Alvear, sucesor de Posadas en el cargo de Director Supremo de las Provincias Unidas.
A partir de ese punto la influencia de Artigas se extendió a las provincias mesopotámicas y aún más allá. En junio de 1815 Artigas reunió en Concepción del Uruguay a diputados de las provincias bajo su influencia (Congreso de Oriente) y estos proclamaron el nacimiento de la Liga de los Pueblos Libres, o Liga Federal, que abarcaba la Provincia Oriental  y las actuales provincias de Córdoba, Corrientes, Entre Ríos, Misiones y Santa Fe; incluso efímeramente Santiago del Estero entró en la órbita de Artigas. Existió desde el inicio un estado de guerra latente entre la Liga de los Pueblos Libres y el Directorio.
Por lo que respecta a la Provincia Oriental, los lusobrasileños  aprovecharon el conflicto habido entre Artigas y el gobierno revolucionario para volver a entrar en el territorio que abandonaron a regañadientes en 1812. En agosto se inició la Invasión Luso-brasileña de  1816 a la Banda Oriental y las Misiones (tanto Misiones Occidentales como Misiones Orientales),  en enero de 1817 los luso brasileños tomaron Montevideo. Los orientales y demás fuerzas de la Liga Federal lucharon duramente pero en vano durante más de tres años, hasta que la derrota de Tacuarembó (22 de enero de 1820) y, el armisticio del Acuerdo de Tres Árboles -entre Fructuoso Rivera y Bento Manuel Ribeiro (en el sitio donde se emplaza la actual Estancia Buen Retiro-Castillo Morató)-, significó el triunfo final de los luso brasileños, y el afianzamiento de su soberanía sobre la Banda Oriental, a la cual bautizaron Provincia Cisplatina, aunque no se llegó a su anexión formal.
La Liga de los Pueblos Libres se orientó a la lucha contra el gobierno central y logró la caída del director supremo Rondeau en la batalla de Cepeda (febrero de 1820). Esto significó el fin del gobierno unificado de las Provincias Unidas del Río de la Plata, pero no se cumplieron los sueños de Artigas de contar con los refuerzos de Buenos Aires para la reconquista de la Provincia Oriental: sus subordinados, en especial el entrerriano Francisco Ramírez, decidieron quitarlo de la escena política y Artigas fue vencido en varios combates por sus ex aliados. En septiembre de 1820 se exilió en el Paraguay.
Con el desarrollo de la Revolución Oriental (1811 - 1820), a la larga significó, la caída del gobierno revolucionario instalado en mayo de 1810 y la pérdida, para éste, de la Banda Oriental. Recién en abril de 1825 la insurrección de los Treinta y Tres Orientales, apoyada por Buenos Aires, comandados por Juan Antonio Lavalleja y la complicidad de Fructuoso Rivera -hasta entonces el comandante de Campaña del imperio del Brasil, y su cambio de bando conocido como el (Abrazo del Arroyo Monzón)-, lograron la reincorporación provisoria de la provincia perdida a las Provincias Unidas del Río de la Plata. Pero definitivamente la Provincia Oriental pone fin a la guerra con Brasil después de la Campaña de Rivera a las Misiones Orientales. Finalmente se reconoce la independencia cuando las naciones firmantes de la Convención Preliminar de Paz (1828), canjearon las ratificaciones del tratado en Montevideo el 4 de octubre y así queda oficialmente fundado el Estado Oriental del Uruguay.